# 漫画ホットミルク
『漫画ホットミルク』（まんがホットミルク）は、白夜書房および、白夜書房の成人向け書籍全般を扱う部門が独立した系列会社・少年出版社（コアマガジン）より、1986年から2001年まで刊行されたロリコン系成人向け漫画雑誌。初代編集長は『漫画ブリッコ』3代目編集長の斎藤礼子。

## 概要
『漫画ブリッコ』は2代目編集長だった大塚英志の終了宣言の影響を受けて廃刊したが、その後継誌として創刊された。創刊ラインナップは、森山塔、西秋ぐりん、海野やよい、永田トマト、とろろいも一号（新貝田鉄也郎）、中山たろう、ねぐら☆なお、となみむか、中田雅喜、みなみゆうこ、やまぐちみゆき。
創刊当時は前身誌『漫画ブリッコ』の主旨をおおむね引き継いでいたが、若干の変更点も見られた。雑誌の体裁はA5サイズそのままながら平綴じ誌から中綴じ誌になり、巻中や巻末のカラーページにはヌードグラビアが復活したが、これはすぐに消滅し、後藤寿庵『リアス式台湾』などのショートギャグ漫画を掲載するようになった。ただし、雑誌全体では従来通りロリコン系成人向け漫画作品が中心で、女流漫画家による非少女漫画系作品やニューウェーブ系作品は大幅に減少した。
『漫画ブリッコ』時代のカラーも次第に薄まり、1980年代末以降は同人誌出身の田沼雄一郎、新貝田鉄也郎、山文京伝。投稿葉書出身の天竺浪人、りえちゃん14歳、大暮維人。他誌からの移籍組である唯登詩樹、末広雅里などで執筆陣が編成されるようになった。同人誌出身系の作家は副編集長の大石裕二（後に『クロスワードランド』編集長）、投稿葉書出身系の作家は斎藤が担当する形で分担されていた。
連載作品では、田沼の『プリンセス・オブ・ダークネス（少女エゴエゴ魔法屋稼業）』『SEASON』、新貝田の『調教師びんびん物語』、舞井武依『人造人間ゾンビーナ』などが人気を集めた。また、増刊として『アリスの城（白夜書房版）』が刊行されていた。
一方、同人誌や成人向け漫画のレビュー、アダルトアニメや海外コミックの紹介記事など、競合誌と比べてサブカルチャー系のコラムページが多い特徴は、『漫画ブリッコ』時代から継承されていた。
1993年、極道漫画誌『漫画 番外地』の編集権が外注編プロから移動し、成人向け漫画誌『漫画ばんがいち』へリニューアル。書店向けの『ホットミルク』とコンビニ向けの『ばんがいち』の2誌体制となる。『ばんがいち』が新人作家中心の編成になっていく一方で、『ホットミルク』は中堅クラスになった上記の作家たちによる安定路線の編成が長く続いた。また、ロリコン系以外の少女漫画系女性作家は『ばんがいち』へ優先する傾向があった。
この頃、成年コミック規制問題で単行本（ホットミルクコミックス）の刊行点数が低下していたことから、成人向けマーク付きで再創刊。旧ホットミルクコミックス時代の単行本のいくつかは新装版となったが、一般向けの漫画専門店へ移行していたまんがの森で販売できなくなるという問題が生じた。一方、唯登詩樹、田沼雄一郎、末広雅里などの作品はスタジオ・プロテウスの翻訳で海外でも刊行された。
1994年11月号で初代編集長の斉藤が引退（退社）し、『ばんがいち』編集長の野沢智哉に交代。休刊まで両誌の編集長を兼務した。また、斎藤から天竺浪人などの担当を引き継ぎ、大暮維人の担当でもあった副編集長の桜田綾美は後に退社し、『COMIC零式』（シュベール出版）創刊などに携わった。
1990年代中盤になると、A5サイズの成人向け漫画誌が減少したこともあり、売上げ的には単行本依存の傾向が強まっていく。作家の世代交代期に差し掛かったこともあり、新人登用も兼ねて、『アリスの城（コアマガジン版）』『マシュマロくらぶ』『COMICアリスくらぶ』などのロリコン系成人向け漫画増刊や、『ショタキング』『キュートプラス』など、単行本扱いのテーマアンソロジーも断続的に出していた。
末期は本誌でも積極的に作家陣の世代交代を進め、創刊から途絶えていた、TAGROなどニューウェーブ系の若手作家起用も復活していた。前後してB5サイズの平綴じ誌へリニューアルし、掲載枠を拡大するなど期待されたが、この頃から始まった「萌え」ブームの影響もあり、『ウルトラジャンプ』や『コミック電撃大王』などの一般向け雑誌や、電撃文庫などライトノベルのイラストレーション分野への進出が相次いだことから、逆に世代交代の停滞が目立つようになる。また、5号まで刊行された永山薫や伊藤剛による成人向け漫画レビュー雑誌『コミックジャンキーズ』が休刊した後、本誌に居候する状態となっていたが、雑誌としての体を成さなくなり、間もなく休刊した。
その後、2001年4月に『コミックメガキューブ』と誌名を改め、再出発。『メガストア』増刊扱いとなったが、元の安定路線へ回帰し、ホットミルク末期の作家陣をほぼそのまま起用している。ただし、主力作家の一部は新しく創刊された兄弟誌の『コミックメガストア』や前述の『COMIC零式』へ移っており、ラインナップはやや弱体化した。一方、『アリスの城』系増刊は『COMICぷちみるく』『コミックアリスコレクション』『COMICアリスしすたぁ』『COMICアリス倶楽部』と名前を変えつつ、1995年から2003年まで刊行された。
さらにその後、『コミックメガプラス』、『コミック0EX』、『コミックメガミルク』と改題を重ねたが、次第にハードエロ路線で好調だった『コミックメガストア』の二軍誌扱いになっていく。2012年7月発売の『コミックメガミルク Vol.26』をもって再度休刊し、『漫画ホットミルク』系列の雑誌は消滅した。
なお、2007年8月に創刊され、現在刊行中の『コミックホットミルク』は、ホットミルクの名を冠してはいるが、『コミックメガストア』系列の編集部が立ち上げた雑誌だった。そのため、2012年に編集者6名がワニマガジンへ移籍し、『COMIC X-EROS』を創刊するまで直接の繋がりはなかったが、旧『コミックメガミルク』編集部が編集権を継承してからは『漫画ホットミルク』からの歴史をアピールするようになり、2022年4月には「HOTMILK 36.9周年展」と銘打って、メロンブックス秋葉原で記念展示会を行っている。さらに『コミックホットミルク』2025年1月号からは、『漫画ホットミルク』の初代ロゴが表紙に記載されている。

## 特色

### 読者コーナー
読者コーナーを活発に展開させ、そこから誕生した常連投稿者たちを誌上で漫画家デビューさせる手法をブリッコから継承しつつ、ホットミルクはそれをさらに拡大させた。
読者コーナー『ホットミルクメッセージ』は、同誌の初代編集長である斎藤礼子（O子名義）が長らく担当していた。愛読者からの投稿メッセージと葉書イラストで埋め尽くされた同コーナーは最大10ページにも及んだ。また、提示したお題に沿ったイラストを募集する「お題イラスト」の募集など、新たな試みも行われた。常連投稿者からは本誌や他誌でデビューした漫画家の他、イラストレーターの村田蓮爾、小説家の雑破業などがプロになっている。
その後、O子は同誌編集長を引退する際、同コーナーを漫画家の結城らんなに一任した。プロレスやパンク・ロックバンドなどサブカルチャーに深い造詣を持つらんなは、先代のO子に負けず劣らず濃い話題で愛読者たちと交流していた。

### 雑誌外での活動
雑誌外では愛読者同士が『愛宴』なる集会を催し、互いに交流を深め合っていた。規模の大きな回の愛宴では同誌の編集者や漫画家が参加することもあり、『漫画ホットミルク』系列の雑誌消滅後も、2014年まで断続的に行われていた。

### コラムページ
前身の『漫画ブリッコ』から、サブカルチャー系のコラムページが多い特徴を継承しており、永山薫による成人向け漫画単行本レビュー、おしぐちたかしによる海外コミックの紹介記事、ぽろり春草によるアダルトアニメの紹介記事などが長期連載となっていた。
1990年代後半になると、FAKE OFFICEによる雑誌創廃刊情報コラムや、アダルトゲームの紹介記事なども加わり、休刊直前には成人向け漫画レビュー雑誌『コミックジャンキーズ』がまるごと居候する形になっていた。

## 主な作家
この雑誌でデビューした作家、活動初期に執筆した経歴のある作家、他誌からの移籍で主力を担っていた作家と、2001年の『漫画ホットミルク』休刊までにホットミルクコミックスで刊行された単行本などを挙げる。
- 相沢真理
- 綾坂みつね『水鏡のむこうがわ』
- 宇佐美渉『少女通信』『Hearthull.PINK』
- 大暮維人『エンジンルーム 血冷式内燃機関室』『5〜ファイブ〜』『JUNK STORY 鉄屑物語』
- かわはらしん
- 茅薙隆裕『メイドさんと僕』
- きお誠児『少女神行形』
- 鬼魔あづさ『おじさん以上恋人未満』『夕暮れにさんぽ』『ひなたぼっこ』
- きみづか葵『Kiss of life』
- 銀仮面
- グレイス石川『玉蘭』
- 小林少年
- 後藤寿庵
- 佐藤丸美
- 山文京伝『灼熱の炎』『10after【テン・アフター】』 『緋色の刻』『Sein【ザイン】』 『窓のない部屋』 『砂の鎖 1』
- 白井薫範
- 新貝田鉄也郎『新貝田鉄也郎大百科』
- 末広雅里『Heart ache』『エキシビション』『My life as 1』『タイムマシン』『K.A.A.R 春の巻』
- 砂
- 園部一晶
- 田沼雄一郎『プリンセス・オブ・ダークネス』『LOVE ME』『SEASON』 『G街奇譚―麼織青蛾の事件簿』
- 高雄右京『Sisterly love』 『REIN』
- たかしたたかし『ヤングパラダイス』
- TAGRO『MAXI』
- 知恵袋一番
- 司淳
- つくしの真琴
- 天竺浪人『Pictures』『対の踊り子たち』『薊の子ら』『澱』『桜色の肖像』
- 智沢渚優『蜜色に染めて』『蜜色おとぎ話』『蜜色の刻の中で』『蜜色ハート♥ウォーム』『みるきぃず』『蜜色の季節』『蜜色繰夢人形』
- 芳賀露天
- 舞井武依『怪獣王女』『真・怪獣王女』『超々学園アカデミニャン』『魔王の子供達COMPLETE』『魔王の子供達ザ・ネクスト・ミレニアム』
- FRED KELLY
- プトマイン
- 船堀斉晃『学艶七不思議』『ブルー・サーガ 紅い夜の女神たち』『刹那 少女達の一瞬』『淫縛学艶』『隷嬢百貨店』
- 睦（石屋M）
- 魔北葵
- 幻超二（大爆裂超二）
- 水尾ろむ『TRUE MIND』
- みほとこうじ
- 村田蓮爾
- 中村博文
- ナヲコ『Different view』
- 西秋ぐりん
- 町田ひらく『Alice Brand』
- 町野変丸
- みなみゆうこ『猫耳とらっぷ！』
- モリス『よせなべぐつぐつ』
- 森永みるく『STUDY AFTER SCHOOL』
- るりあ046『ファントムシューターイオ』
- りえちゃん14歳『卒業アルバム』『あこがれ白書』 『舌足らずな甘い時間』 『とっておきのプレゼント』『好きだから』
- 唯登詩樹『マーメイド・ジャンクション』『Uma・uma』『ジャンクション』
- ユナイト双児『こねこダイアリー』『こねこコマンドー』『ベイビードールZZZ』『苺ババロア猫プリン』

## 映像化作品
いずれにもアダルトアニメ。
| 作品         | 発売年          | アニメーション制作 | 備考 |
| ------------ | --------------- | ------------------ | ---- |
| 緋色の刻     | 2001年          | メルトダウン       |      |
| 淫縛学艶     | 2002年          | スタジオジャム     |      |
| 学艶七不思議 | 2003年 - 2004年 | スタジオジャム     |      |